# Cassia venusta
Cassia venusta är en ärtväxtart som beskrevs av Ferdinand von Mueller. Cassia venusta ingår i släktet Cassia och familjen ärtväxter. Inga underarter finns listade i Catalogue of Life.